# André Salmon

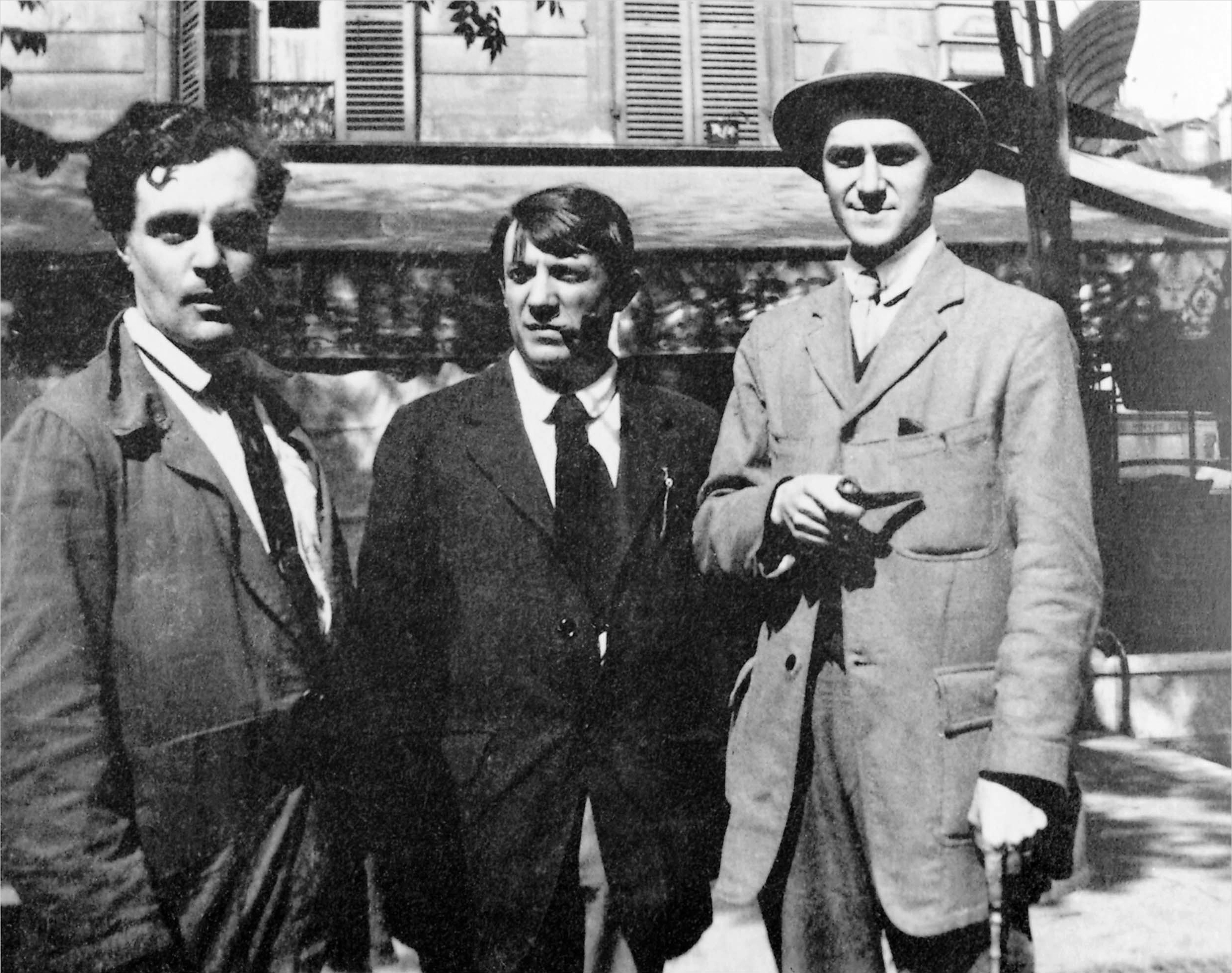
Modigliani, Picasso und André Salmon vor dem Café de la Rotonde, Paris, im Jahr 1916

André Salmon (* 4. Oktober 1881 in Paris; † 12. März 1969 in Sanary-sur-Mer in der Provence) war ein französischer Dichter und Kunstkritiker. Er war einer der Fürsprecher für die neue Kunstrichtung des Kubismus, zusammen mit Apollinaire und Maurice Raynal. 

## Leben
André Salmon wuchs in einem kunstsinnigen Elternhaus auf. Sein Großvater Théodor (1811–1876) war Maler, sein Vater Émile-Frédéric (1840–1913) Bildhauer. Während der Jahre 1897 bis 1902 lebte er in Sankt Petersburg (Russland) zusammen mit seinen Eltern, später war er als Hilfsattaché an der Französischen Botschaft beschäftigt.

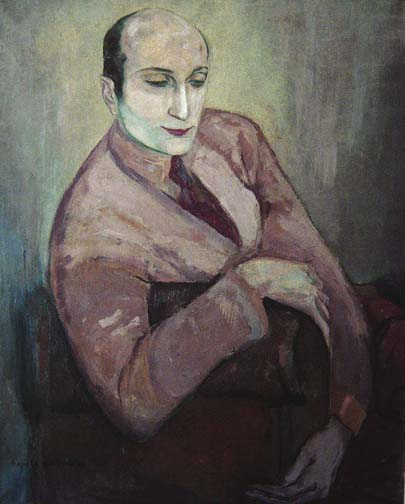
Léopold Gottlieb: Bildnis André Salmon (1920)

Im Jahr 1902 kehrte er nach Frankreich zurück, um den Militärdienst anzutreten. Aufgrund seines schwachen Gesundheitszustands wurde er nach wenigen Monaten entlassen. Anfang des 20. Jahrhunderts wurde er Teilnehmer an literarischen Zirkeln rund um das Quartier Latin in Paris. Dort traf er den jungen, noch unbekannten Schriftsteller Guillaume Apollinaire, und gründete zusammen mit ihm und anderen jungen Künstlern eine Künstlergruppe. 1904 zog er in das Atelierhaus Bateau-Lavoir, in dem Picasso, Max Jacob, Kees van Dongen, Apollinaire und andere Künstler wohnten. Amedeo Modigliani und Jean Cocteau gehörten zu seinem Freundeskreis.
Salmon gilt als einer der jungen Kunstkritiker, die den Berufsstand neu definierten. Nicht bloße Berichterstattung über Salonausstellung war sein Anliegen, „sondern die ästhetische Reflexion und historische Wertung mischten sich zusehend in sein kritisches Urteil“. Salmon machte, neben Carl Einstein, Max Jacob und Maurice Raynal, in zahlreichen Ausstellungskritiken und Schriften auf die Kunst des Kubismus aufmerksam und versuchte, die Gemälde von Pablo Picasso, Fernand Léger, Juan Gris und Georges Braque einem skeptischen Publikum näherzubringen. Bereits frühzeitig wies er, zusammen mit Apollinaire und Carl Einstein, auf die Bedeutung der afrikanischen Kunst für die zeitgenössischen Künstler hin.
Im Jahr 1964 wurde ihm der Preis für Dichtkunst von der Académie française verliehen.

## Werke (Auswahl)
- Créances (1926)
- Carreaux (1928)